# Эмили Уиллис
Э́мили Уи́ллис (англ. Emily Willis; настоящее имя — Ли́ци Ла́ра Баньюэ́лос, исп. Litzy Lara Bañuelos; род. 29 декабря 1998[…], Аргентина) — бывшая американская порноактриса. Неоднократный лауреат премий в порноиндустрии, в том числе XBIZ Award и AVN Awards в категории «Лучшая исполнительница года».
В 2024 году Эмили из-за зависимости от кетамина легла в реабилитационный центр, и в связи с ужасными условиями, пережила остановку сердца и впала в кому на два месяца. Девушку парализовало и она навсегда осталась инвалидом.

## Биография

### Ранние годы
Родилась 29 декабря 1998 года в Аргентине. Её отец — приверженец мормонизма. В возрасте семи лет переезжает в Сент-Джордж, Юта, США. Окончила среднюю школу на год раньше. Проживала в Сан-Диего, где занималась проведением распродаж. Позднее знакомится с парнем, который предложил ей сняться для порносайта Girls Do Porn. Первые две сцены с её участием были сняты в октябре 2017 года, после чего Эмили четыре месяца не снималась в порносценах.

### Карьера
Снималась для студий AMK Empire, Blacked, Cherry Pimps, Digital Sin, Evil Angel, Girlfriends Films, Girlsway, Hard X, Naughty America, New Sensations, Nubiles Porn, Pure Taboo, Reality Kings, Team Skeet, Tushy и многих других в сценах традиционного, лесбийского, межрасового и анального секса. В мае 2020 года снялась в своей первой сцене двойного проникновения для фильма The Insatiable Emily Willis производства студии Джулса Джордана. Её представляло агентство талантов Motley Models.
В мае 2019 года была объявлена журналом Penthouse «Любимицей месяца» (Pet of the Month). В начале 2020 года названа девушкой года порностудии Girlsway.
За сцену триолизма с участием Джейн Уайлд и Принца Иешуа в фильме Disciples of Desire: Bad Cop — Bad City Эмили в январе 2020 года была награждена премией XBIZ Award. Спустя неделю одерживает победу в категории «Лучшая анальная сцена» премии AVN Awards. По выбору редакции журнала NightMoves Эмили в декабре 2020 года стала лауреатом премии NightMoves Award в категории «Лучшая исполнительница». В январе 2021 года Эмили была объявлена лауреатом премии XBIZ Award в одной из высших категорий — «Лучшая исполнительница года». Позднее в этом же месяце Эмили стала восьмикратной лауреатом AVN Awards, в том числе одержав победу в главной категории премии — «Лучшая исполнительница года». Также была признана «Исполнительницей года» по версии XRCO Award. В январе 2022 года второй раз награждена премией XBIZ Award в категории «Лучшая исполнительница года», при этом став первой и на данный момент единственной дважды лауреатом в данной категории. В начале мая 2022 года Уиллис одержала победу в двух категориях XRCO Award: «Исполнительница года» (разделив победу с Джианной Диор) и «Потрясающая аналистка года».
В апреле 2022 года Уиллис присоединилась к актёрскому составу фильма-триллера «Божественность» Эдди Альказара.
В 2023 году Уиллис снялась в музыкальном клипе на сингл Hive Mind американской хэви-метал группы Slipknot, который позже был номинирован на премию «Грэмми».

### Болезнь
5 февраля 2024 года Уиллис была госпитализирована в отделение интенсивной терапии медицинского учреждения в Таузанд-Окс в коматозном состоянии из-за остановки сердца, вызванной передозировкой кетамина. В апреле её семья объявила, что она пришла в себя. В январе 2025 года её семья подала иск против реабилитационного центра Summit Malibu, который предположительно предоставил девушке кетамин и оставил Уиллис навсегда инвалидом. Эмили диагностировали синдром «запертого человека»: она в сознании, но может лишь моргать и двигать глазами, не имея возможности управлять остальными частями тела.

## Достижения
- Cherry Pimps — Cherry of the Month (январь 2019)[30].
- Twistys — Treat of the Month (март 2019)[31][32].
- Girlsway — Girl of the Month (апрель 2019)[33].
  - Girl of the Year (2019)[14].
- Penthouse — Pet of the Month (май 2019)[12][13].
- Vixen — Angel of the Month (сентябрь 2019)[34].
- Bang! — Ambassador of the Month (ноябрь 2019)[32].
- Fleshlight[англ.] — Girl of the Month (март 2020)[35].
- Team Skeet — All-Star of the Month (апрель 2020)[36].
- Holly Randall — Bombshell of the Month (ноябрь 2020)[37].

## Награды и номинации
| Список наград и номинаций | Список наград и номинаций | Список наград и номинаций | Список наград и номинаций | Список наград и номинаций                                |
| Год                       | Награда                   | Результат                 | Категория | Фильм                                                    |
| ------------------------- | ------------------------- | ------------------------- | --- | -------------------------------------------------------- |
| 2019                      | AVN Award                 | Номинация                 | Лучшая новая старлетка | н/д                                                      |
| 2019                      | AVN Award                 | Номинация                 | Лучшая оральная сцена (вместе с Коди Стилом, Марком Зейном, Томми Пистолом, Чедом Альвой и Эриком Мастерсоном) | My Wife’s First Blowbang 2                               |
| 2019                      | Fleshbot Award            | Номинация                 | Лучшая новая старлетка | н/д                                                      |
| 2019                      | Pornhub Award             | Номинация                 | Королева минета — лучшая исполнительница минета | н/д                                                      |
| 2019                      | Urban X Award             | Номинация                 | Восходящая звезда | н/д                                                      |
| 2019                      | Urban X Award             | Номинация                 | Порнозвезда года | н/д                                                      |
| 2019                      | XBIZ Award                | Номинация                 | Лучшая новая старлетка | н/д                                                      |
| 2019                      | XRCO Award                | Номинация                 | Новая старлетка года | н/д                                                      |
| 2020                      | AVN Award                 | Номинация                 | Исполнительница года | н/д                                                      |
| 2020                      | AVN Award                 | Победа                    | Лучшая анальная сцена (вместе с Рамоном Номаром) | Emily Willis: The Anal Awakening                         |
| 2020                      | AVN Award                 | Номинация                 | Лучшая лесбийская сцена (вместе с Джианной Диор) | Nerd’s Breaking Point (из Lesbian Revenge)               |
| 2020                      | AVN Award                 | Номинация                 | Лучшая сцена группового секса (вместе с Алексом Ди, Ванной Бардо, Заком Уайлдом, Кимбер Вейлс, Майей Биджоу, Сетом Гэмблом, Скарлетт Блум, Хансом и Эммой Хикс)                                                                                  | Fuck Club 2                                              |
| 2020                      | AVN Award                 | Номинация                 | Лучшая сцена группового секса в иностранном фильме (вместе с Альберто Бланко и Стэйси Крус) | A Much Needed Break (из Natural Beauties 12)             |
| 2020                      | AVN Award                 | Номинация                 | Лучшая сцена триолизма (П/П/Д) (вместе с Дэнни Маунтином и Чарльзом Дерой) | The Date (из Female Submission)                          |
| 2020                      | AVN Award                 | Номинация                 | Награда поклонников: любимая порнозвезда (женщина) | н/д                                                      |
| 2020                      | Fleshbot Award            | Номинация                 | Исполнительница года | н/д                                                      |
| 2020                      | NightMoves Award          | Победа                    | Лучшая исполнительница (выбор редакции) | н/д                                                      |
| 2020                      | Pornhub Award             | Номинация                 | Все одновременно — лучшая исполнительница двойного проникновения | н/д                                                      |
| 2020                      | Pornhub Award             | Номинация                 | Красота чёрного входа — лучшая анальная исполнительница | н/д                                                      |
| 2020                      | Pornhub Award             | Номинация                 | Самая популярная исполнительница по версии женщин | н/д                                                      |
| 2020                      | XBIZ Award                | Номинация                 | Исполнительница года | н/д                                                      |
| 2020                      | XBIZ Award                | Победа                    | Лучшая сцена секса — виньетка (вместе с Джейн Уайлд и Принцем Иешуа) | Disciples of Desire: Bad Cop — Bad City                  |
| 2020                      | XBIZ Award                | Номинация                 | Лучшая сцена секса — табу (вместе с Брэдом Ньюменом) | I’m My Stepdad’s Favorite 2                              |
| 2020                      | XBIZ Award                | Номинация                 | Лучшая сцена секса — только девушки (вместе с Аидрой Фокс, Анджелой Уайт и Джорджией Джонс) | Girlcore: Private School                                 |
| 2020                      | XBIZ Award                | Номинация                 | Лучшая сцена секса — только секс (вместе с Дэнни Маунтином и Чарльзом Дерой) | Female Submission                                        |
| 2020                      | XBIZ Award                | Номинация                 | Лучшая сцена секса — эротика (вместе с Майклом Вегасом) | Holding Out & Giving In                                  |
| 2020                      | XCritic Award             | Номинация                 | Лучшая лесбийская сцена (вместе с Кристен Скотт и Райли Рид) | Paranormal                                               |
| 2020                      | XCritic Award             | Номинация                 | Сцена года (вместе с Айзеей Максвеллом, Анджелой Увйт, Кирой Нуар, Маркусом Дюпри, Миком Блу и Робом Пайпером) | Acceptance                                               |
| 2020                      | XRCO Award                | Номинация                 | Исполнительница года | н/д                                                      |
| 2020                      | XRCO Award                | Номинация                 | Подростковая мечта года | н/д                                                      |
| 2020                      | XRCO Award                | Номинация                 | Потрясающая аналистка года | н/д                                                      |
| 2020                      | XRCO Award                | Номинация                 | Супершлюха года | н/д                                                      |
| 2021                      | AVN Award                 | Победа                    | Исполнительница года | н/д                                                      |
| 2021                      | AVN Award                 | Номинация                 | Лучшая актриса — короткометражный фильм | Nymphomania: An Emily Willis Story                       |
| 2021                      | AVN Award                 | Номинация                 | Лучшая анальная сцена (вместе с Крисом Даймондом) | The Insatiable Emily Willis                              |
| 2021                      | AVN Award                 | Победа                    | Лучшая блоубэнг-сцена | Emily Willis 10 Man Blowbang (из Facialized 7)           |
| 2021                      | AVN Award                 | Номинация                 | Лучшая лесбийская групповая сцена (вместе с Лив Уайлд и Скарлетт Блум) | Color Me Horny                                           |
| 2021                      | AVN Award                 | Победа                    | Лучшая лесбийская групповая сцена (вместе с Кристен Скотт и Райли Рид) | Paranormal                                               |
| 2021                      | AVN Award                 | Победа                    | Лучшая лесбийская сцена (вместе с Эльзой Джин) | Elsa Jean Influence                                      |
| 2021                      | AVN Award                 | Номинация                 | Лучшая сцена группового секса в иностранном фильме (вместе с Дарреллом Дипсом, Тиффани Тейтум и Фредди Гонгом) | Join Us                                                  |
| 2021                      | AVN Award                 | Победа                    | Лучшая сцена двойного проникновения (вместе с Миком Блу и Стивом Холмсом) | The Insatiable Emily Willis                              |
| 2021                      | AVN Award                 | Номинация                 | Лучшая сцена мастурбации/стриптиза (вместе с Лив Уайлд и Скарлетт Блум) | Color Me Horny                                           |
| 2021                      | AVN Award                 | Победа                    | Лучшая сцена секса от первого лица (вместе с Миком Блу) | Emily Willis: Car BJ & POV Fucking                       |
| 2021                      | AVN Award                 | Номинация                 | Лучшая сцена триолизма (Д/Д/П) (вместе с Арианой Мари и Джонни Синсом) | Pushed in the Right Direction (из Threesome Fantasies 7) |
| 2021                      | AVN Award                 | Победа                    | Лучшая сцена триолизма (П/П/Д) (вместе с Принцем Иешуа и Робом Пайпером) | The Insatiable Emily Willis                              |
| 2021                      | AVN Award                 | Победа                    | Мейнстрим-предприятие года (вместе с Айви Вульф, Алиной Лопес, Арианой Мари, Вики Чейз, Габби Картер, Кирой Нуар, Мией Малковой, Мией Мелано, Нией Наччи, Серай Минкс, Сесилией Лайон, Скарлит Скандал, Скин Даймонд, Эйвери Кристи и Эми Майли) | Still Be Friends/Moana (музыкальные видео G-Eazy)        |
| 2021                      | AVN Award                 | Номинация                 | Награда поклонников: любимая порнозвезда (женщина) | н/д                                                      |
| 2021                      | AVN Award                 | Номинация                 | Награда поклонников: социальная медиазвезда | н/д                                                      |
| 2021                      | Fleshbot Award            | Номинация                 | Исполнительница года | н/д                                                      |
| 2021                      | Fleshbot Award            | Номинация                 | Лучшая анальная сцена (вместе с Мейтленд Уорд и Миком Блу) | Mistress Maitland 2: Safety In Numbers                   |
| 2021                      | Fleshbot Award            | Победа                    | Лучшая сцена группового секса (вместе с Айзеей Максвеллом, Антоном Харденом, Робом Пайпером и Ти Рилом) | Influence 2                                              |
| 2021                      | Fleshbot Award            | Номинация                 | Лучшая трансгендерная сцена группового секса (вместе с Данте Колле и Натали Марс) | Fairest of Them All                                      |
| 2021                      | Fleshbot Award            | Номинация                 | Лучшая транслесбийская сцена (вместе с Натали Марс) | Fairest of Them All                                      |
| 2021                      | NightMoves Award          | Номинация                 | Лучшая исполнительница | н/д                                                      |
| 2021                      | XBIZ Award                | Победа                    | Исполнительница года | н/д                                                      |
| 2021                      | XBIZ Award                | Номинация                 | Лучшая сцена секса — виньетка (вместе с Аидрой Фокс и Райаном Маклейном) | Holding Out and Giving in Vol. 2                         |
| 2021                      | XBIZ Award                | Номинация                 | Лучшая сцена секса — виньетка (вместе с Майклом Вегасом и Эммой Хикс) | Under the Bed                                            |
| 2021                      | XBIZ Award                | Номинация                 | Лучшая сцена секса — гонзо (вместе с Принцем Иешуа и Робом Пайпером) | The Insatiable Emily Willis                              |
| 2021                      | XBIZ Award                | Номинация                 | Лучшая сцена секса — только девушки (вместе с Джейн Уайлд) | The Oral Experiment                                      |
| 2021                      | XBIZ Cam Award            | Номинация                 | Лучшая премиум-социальная медиазвезда — женщина | н/д                                                      |
| 2021                      | XCritic Award             | Номинация                 | Лучшая исполнительница | н/д                                                      |
| 2021                      | XCritic Award             | Победа                    | Лучшая лесбийская сцена (вместе с Кайден Кросс) | Influence 2                                              |
| 2021                      | XCritic Award             | Номинация                 | Сцена года (вместе с Майклом Стефано и Миком Блу) | Anal Icons Vol 1                                         |
| 2021                      | XCritic Award             | Номинация                 | Сцена года (вместе с Натали Марс) | Fairest of Them All                                      |
| 2021                      | XRCO Award                | Победа                    | Исполнительница года | н/д                                                      |
| 2021                      | XRCO Award                | Номинация                 | Любимица года | н/д                                                      |
| 2021                      | XRCO Award                | Номинация                 | Потрясающая аналистка года | н/д                                                      |
| 2021                      | XRCO Award                | Номинация                 | Супершлюха года | н/д                                                      |
| 2022                      | AVN Award                 | Номинация                 | Исполнительница года | н/д                                                      |
| 2022                      | AVN Award                 | Номинация                 | Лучшая анальная сцена (вместе с Рамоном Номаром) | Axel Braun’s Down 2 Fuck — Scene 2                       |
| 2022                      | AVN Award                 | Номинация                 | Лучшая ведущая актриса | Influence Emily Willis                                   |
| 2022                      | AVN Award                 | Победа                    | Лучшая гэнгбэнг-сцена (вместе с Айзеей Максвеллом, Антоном Харденом, Робом Пайпером и Ти Рилом) | Influence Emily Willis Part 4                            |
| 2022                      | AVN Award                 | Номинация                 | Лучшая лесбийская групповая сцена (вместе с Алиной Лопес и Кензи Энн) | Breaking Through                                         |
| 2022                      | AVN Award                 | Победа                    | Лучшая лесбийская групповая сцена (вместе с Джией Дерзой, Джиной Валентиной и Отем Фоллс) | We Live Together Season 1 — Episode 4: Saying Goodbye    |
| 2022                      | AVN Award                 | Победа                    | Лучшая лесбийская сцена (вместе с Ванной Бардо) | Light Me Up                                              |
| 2022                      | AVN Award                 | Победа                    | Лучшая международная сцена группового секса (вместе с Альберто Бланко, Аполонией Лапьедрой и Литтл Каприс) | Better Together (из Vibes 4)                             |
| 2022                      | AVN Award                 | Номинация                 | Лучшая сцена двойного проникновения (вместе с Майклом Стефано и Миком Блу) | Awards Night (из Anal Icons)                             |
| 2022                      | AVN Award                 | Номинация                 | Лучшая сцена секса парень/девушка (вместе с Мануэлем Феррарой) | Influence Emily Willis Part 3                            |
| 2022                      | AVN Award                 | Номинация                 | Лучшая трансгендерная сцена группового секса (вместе с Данте Колле и Натали Марс) | Fairest of Them All — Part 2                             |
| 2022                      | NightMoves Award          | Номинация                 | Лучшая исполнительница | н/д                                                      |
| 2022                      | Pornhub Award             | Номинация                 | Лучшая анальная исполнительница | н/д                                                      |
| 2022                      | Pornhub Award             | Победа                    | Лучшая лесбийская исполнительница | н/д                                                      |
| 2022                      | Pornhub Award             | Номинация                 | Самая популярная исполнительница | н/д                                                      |
| 2022                      | Pornhub Award             | Номинация                 | Самая популярная исполнительница по версии женщин | н/д                                                      |
| 2022                      | Trans Erotica Award       | Номинация                 | Лучшая лесбийская сцена (вместе с Натали Марс) | Fairest of Them All                                      |
| 2022                      | Trans Erotica Award       | Номинация                 | Лучшая сцена триолизма (вместе с Данте Колле и Натали Марс) | Fairest of Them All                                      |
| 2022                      | XBIZ Award                | Победа                    | Исполнительница года | н/д                                                      |
| 2022                      | XBIZ Award                | Номинация                 | Лучшая сцена секса — гонзо (вместе с Рамоном Номаром) | Manhandled 14                                            |
| 2022                      | XBIZ Award                | Номинация                 | Лучшая сцена секса — только девушки (вместе с Кайден Кросс) | Influence: Emily Willis                                  |
| 2022                      | XBIZ Award                | Победа                    | Лучшая сцена секса — фильм-шоу с исполнителем (вместе с Данте Колле и Миком Блу) | Influence: Emily Willis                                  |
| 2022                      | XBIZ Europa Award         | Номинация                 | Лучшая сцена секса — полнометражный фильм (вместе с Аниссой Кейт, Каролиной Черри, Кларой Мией, Клеа Готье, Марчелло Браво и Черри Кисс) | Revenge                                                  |
| 2022                      | XRCO Award                | Победа                    | Исполнительница года (вместе с Джианной Диор) | н/д                                                      |
| 2022                      | XRCO Award                | Номинация                 | Лучшая актриса | Influence Emily Willis                                   |
| 2022                      | XRCO Award                | Номинация                 | Любимица года | н/д                                                      |
| 2022                      | XRCO Award                | Победа                    | Оргазмическая аналистка | н/д                                                      |
| 2022                      | XRCO Award                | Номинация                 | Супершлюха года | н/д                                                      |
| 2023                      | AVN Award                 | Номинация                 | Лучшая ведущая актриса | One Night in Los Angeles                                 |
| 2023                      | AVN Award                 | Номинация                 | Лучшая международная сцена группового секса (вместе с Аниссой Кейт, Каролиной Черри, Кларой Мией, Клеа Готье, Марчелло Браво и Черри Кисс) | Revenge — Scene 7                                        |
| 2023                      | AVN Award                 | Номинация                 | Лучшая сцена двойного проникновения (вместе с Миком Блу и Оливером Флинном) | Fantasy (из If It Feels Good 3)                          |
| 2023                      | AVN Award                 | Номинация                 | Лучшая сцена триолизма (Ж/Ж/М) (вместе с Данте Колле и Кенной Джеймс) | One Night in Los Angeles — Scene 3                       |
| 2023                      | AVN Award                 | Номинация                 | Мейнстрим-предприятие года (вместе с Джианной Диор и Мейтленд Уорд) | Vixen Hollywood Billboard Campaign                       |
| 2023                      | Pornhub Award             | Победа                    | Лучшая анальная исполнительница | н/д                                                      |
| 2023                      | Pornhub Award             | Номинация                 | Лучшая исполнительница двойного проникновения | н/д                                                      |
| 2023                      | Pornhub Award             | Номинация                 | Лучшая исполнительница сквиртинга | н/д                                                      |
| 2023                      | Pornhub Award             | Номинация                 | Самая популярная исполнительница | н/д                                                      |
| 2023                      | XBIZ Award                | Номинация                 | Исполнительница года | н/д                                                      |
| 2023                      | XBIZ Award                | Номинация                 | Лучшая сцена секса — полнометражный фильм (вместе с Данте Колле и Кенной Джеймс) | One Night in Los Angeles                                 |
| 2023                      | XRCO Award                | Номинация                 | Лучшая актриса | One Night in Los Angeles                                 |
| 2023                      | XRCO Award                | Номинация                 | Оргазмическая аналистка | н/д                                                      |

## Фильмография
- 2018 — Absolutely Fuckable 2
- 2018 — Anal Cuties 9
- 2018 — Anal Darlings 2
- 2018 — Busted By My Stepbrother 3
- 2018 — Hookup Hotshot Sex Tapes 5
- 2018 — Lesbian Legal 13
- 2018 — Secret Lesbian Diaries 7[75]
- 2018 — Slut Puppies 13